# Paraponera dieteri
Paraponera dieteri es una especie extinta de hormiga del Mioceno del género Paraponera. Los fósiles de la especie fueron encontrados en ámbar dominicano y fueron descritos por Baroni Urbani en 1994. Los fósiles se encuentran actualmente en la colección del Museo Estatal de Historia Natural de Stuttgart.
El hecho de haber sido encontrada en República Dominicana sugiere que esta especie pertenecía a la zona tropical.

## Etimología
La especie lleva el nombre de Dieter Schlee, responsable de la colección de ámbar dominicano en el Museo de Stuttgart.